# Jasuhito Suzuki
Jasuhito Suzuki (* 19. prosinec 1959) je bývalý japonský fotbalista.

## Klubová kariéra
Hrával za Yanmar Diesel.

## Reprezentační kariéra
Jasuhito Suzuki odehrál za japonský národní tým v roce 1980 celkem 4 reprezentační utkání.

## Statistiky
| Japonsko | Japonsko | Japonsko |
| Roky     | Záp.     | Góly     |
| -------- | -------- | -------- |
| 1980     | 4        | 0        |
| Celkem   | 4        | 0        |